# پیت فلینت
پیت فلینت (انگلیسی: Pete Flint؛ زادهٔ ۲۵ july ۱۹۷۴ (۵۰ سال)) کارآفرین و سرمایه‌گذار اهل بریتانیا است، که در سال ۲۰۰۵ شرکت ترولیا را تأسیس کرد.